# 33e régiment d'infanterie (France)
Pour les articles homonymes, voir 33e régiment.

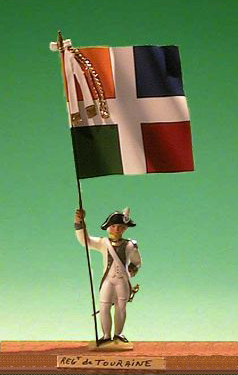
Porte-drapeau du régiment de Touraine.

Le 33e régiment d'infanterie (33e RI) est un régiment d'infanterie de l'Armée de terre française créé sous la Révolution à partir du régiment de Touraine, un régiment français d'Ancien Régime créé en 1625. Il est dissous en 1997.

## Création et différentes dénominations
- 1er janvier 1791 : tous les régiments prennent un nom composé du nom de leur arme avec un numéro d’ordre donné selon leur ancienneté. Le régiment de Touraine devient le 33e régiment d'infanterie de ligne ci-devant Touraine.
- 1793 : amalgamé, il prend le nom de 33e demi-brigade de première formation
- 1796 : création de la 33e demi-brigade de deuxième formation
- 1803 : constitue le 33e régiment d'infanterie de ligne
- 16 juillet 1815 : comme l'ensemble de l'armée napoléonienne, il est licencié à la Seconde Restauration
- 11 août 1815 : création de la légion du Puy-de-Dôme
- 1820 : la légion du Puy-de-Dôme est amalgamée et renommée 33e régiment d'infanterie de ligne.
- 1887 : renommé 33e régiment d'infanterie
- 1914 : à la mobilisation, il donne naissance au 233e régiment d'infanterie
- 1924 : dissolution
- 1939 : nouvelle création du 33e régiment d'infanterie
- 1940 : dissolution
- 1944 : nouvelle création du 33e régiment d'infanterie
- 1946 : dissolution
- 1972 : création du 33e régiment d'infanterie divisionnaire
- 198? : devient 33e régiment de commandement divisionnaire
- 1991 : devient 33e régiment d'infanterie
- 1997 : dissolution

## Chef de corps:colonelsouchef de brigade
- 25 juillet 1791 : Jean Louis Rambaud de Maillou[1]
- 23 mars 1792 : Louis François Hector d'Haudoire d'Aigreville[Note 1]
- 17 août 1792 : Guillaume Charlot[Note 2]
- 1794 : chef de brigade Bord
- 1796 : chef de brigade Almain
- 1796 : chef de brigade Laval
- 1799 : chef de brigade Roguet
- 1803 : colonel Jean Saint-Raymond
- 1807 : colonel Étienne François Raymond Pouchelon
- 1812 : colonel Claude Augustin Maire
- 1816 : colonel de Montalembert
- 1816 : colonel de Pracomtal
- 1819 : colonel baron Carré
- 1823 : Lieutenant-colonel Pierre de David des Étangs
- 1830 : colonel Zimmer
- 1831 : Lieutenant-colonel Eugène Husson
- 1840 : Colonel Xavier Comman
- 1844 : Colonel Jacques Camou
- 1848 : Colonel Marie-Joseph Bouat
- 1851 : Colonel Marie Charles de Fayet de Chabannes
- 1858 : Colonel Antoine Bordas
- 1860 : Colonel André Kennedy
- 1863 : Colonel Pierre Bouneton
- 1870 : Colonel Thierry
- 1871 : Colonel Pierre Stroltz
- 1877 : Colonel Frédéric Adeler
- 1887 : Colonel Léon Wasmer
- 1889 : Colonel Joseph Courbassier
- 1894 : Colonel Gustave Poterat de Billy
- 1899 : Colonel Ferdinand d'Or
- 1905 : Colonel Louis Souchier
- 1907 : Lieutenant-colonel François Collas
- 1907 : Colonel Jacques Schwartz
- 1911 : Colonel Philippe Pétain[2]
- 1914 : Colonel Jean Stirn
- 1914 : Colonel Henri Claudel
- 1915 : Lieutenant-colonel François Boud’hors
- 1916 : Lieutenant-colonel Charles Partiot
- 1917 : Lieutenant-colonel Charles Wendling
- 1918 : Lieutenant-colonel Paul Prunaux-Cazer
- 1919 : Lieutenant-colonel Jules Hennart
- 1939 : Lieutenant-colonel Jules Vivien
- 1991 : Lieutenant-colonel Jean-Claude Christien
- 1992 : Lieutenant-colonel Aimé Porquet
- 1995 : Lieutenant-colonel Jean-Paul Bustos

## Historique des garnisons, combats et batailles du33eRI

### 33erégimentd'infanterie ci-devant Angoulême (1791-1793)

#### Guerres de la Révolution et de l'Empire

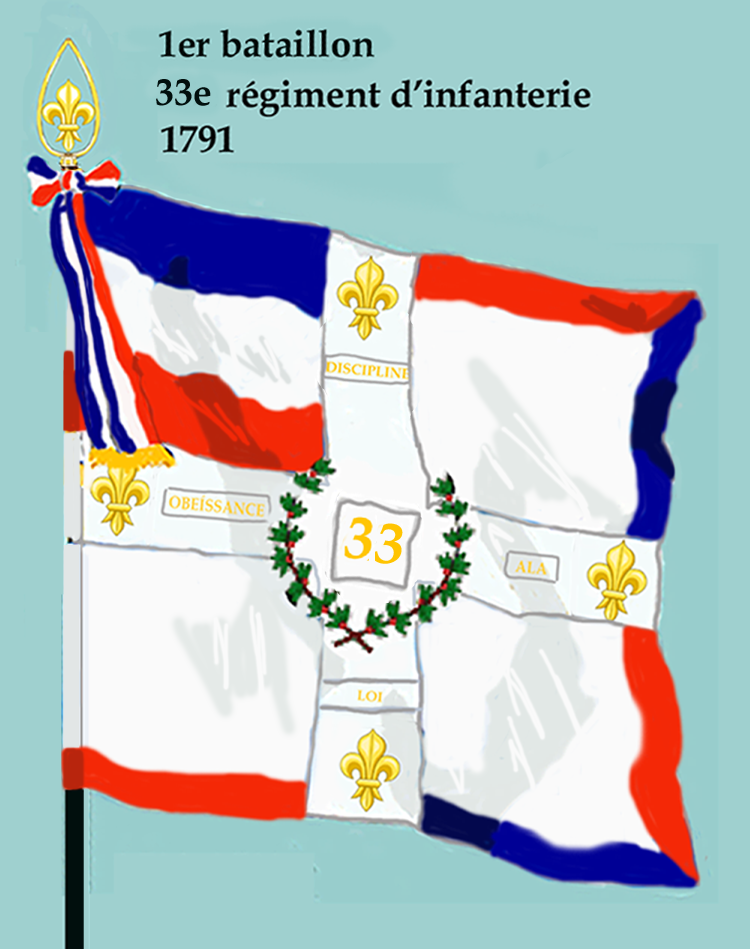
Drapeau du 1er bataillon du 33e régiment d'infanterie de ligne de 1791 à 1793
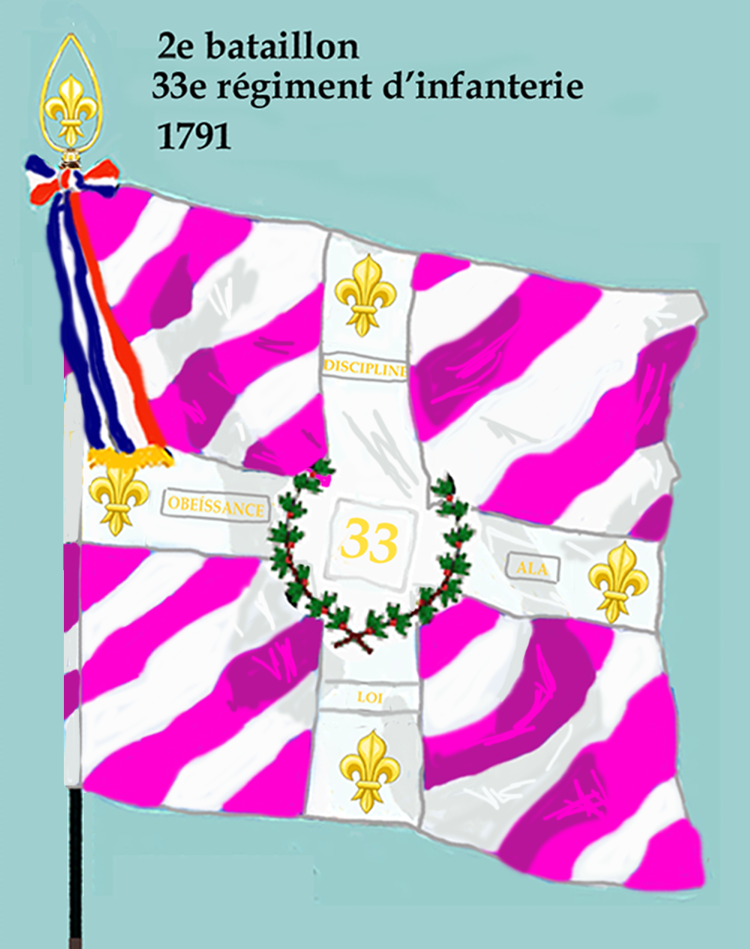
Drapeau du 2e bataillon du 33e régiment d'infanterie de ligne de 1791 à 1793
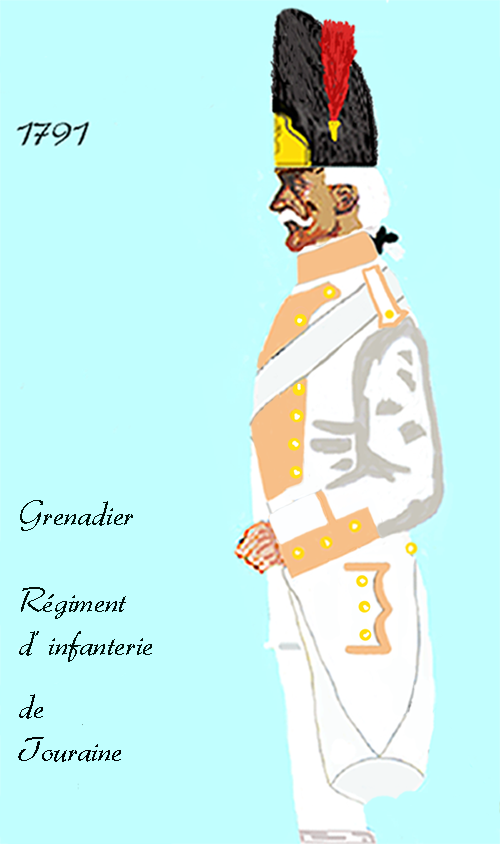
grenadier du 33e régiment d’infanterie de ligne de 1791 à 1793

L'ordonnance du 1er janvier 1791 fait disparaître les diverses dénominations, et les corps d'infanterie ne sont désormais plus désignés que par le numéro du rang qu'ils occupaient entre eux. Ainsi, 101 régiments sont renommés. Les régiments sont toutefois largement désignés avec le terme ci-devant, comme 33e régiment d'infanterie ci-devant Touraine.
En octobre 1791, le 33e régiment d'infanterie ci-devant Touraine se rend à Bayeux et à Cherbourg et arrive à Mézières en novembre. 
En mars 1792, il est placé à Verdun, qu'il quitte le mois suivant pour aller à Toul, puis à Hochfelden et Belfort. Le 1er bataillon contribue à l'occupation du pays de Porrentruy, et plus tard, quand les Prussiens envahirent la France, ce bataillon, dans lequel Lazare Hoche servait alors comme lieutenant, se rend à Thionville et
prend part à la défense de cette place. Le colonel Louis François Hector d'Haudoire d'Aigreville déserte le 17 août 1792.
En 1793, le « régiment de Touraine » fait partie de l'armée du Rhin. Il se distingue à la prise des lignes de la Lauter, à la bataille de Kaiserslautern, à l'attaque des retranchements de Bischweier et à la levée du blocus de Landau.
Début 1794 le régiment affecté à l'armée de la Moselle.

### 33edemi-brigadede première formation (1793-1796)

#### Guerres de la Révolution et de l'Empire
En 1793, lors du premier amalgame la 33e demi-brigade de première formation est formée avec les :
- 1er bataillon du 17e régiment d'infanterie (ci-devant Auvergne)
- 2e bataillon de volontaires de la Nièvre
- 10e bataillon de volontaires de Seine-et-Oise

La 33e demi-brigade, fait la campagne de l'an II à l'armée de la Moselle celle de l'an III à l'armée de Sambre-et-Meuse et celle de l'an IV à l'armée de Rhin-et-Moselle.

### 33edemi-brigadede deuxième formation (1796-1803)

#### Guerres de la Révolution et de l'Empire
La 33e demi-brigade de deuxième formation est formée le 18 nivôse an IV (8 janvier 1796) par l'amalgame des :
- 10e demi-brigade de première formation (2e bataillon du 5e régiment d'infanterie (ci-devant Navarre), 1er bataillon de volontaires d'Indre-et-Loire et 2e bataillon de volontaires d'Indre-et-Loire)
- 90e demi-brigade de première formation (2e bataillon du 45e régiment d'infanterie (ci-devant La Couronne), 4e bataillon de volontaires du Nord, 8e bataillon des Fédérés Nationaux)
- 1er bataillon du 110e régiment d'infanterie (ci-devant Port-au-Prince) (Non amalgamé et qui devait former le noyau de la 195e demi-brigade de première formation)
- 5e bataillon de volontaires de la Sarthe
- 2e bataillon de la 11e demi-brigade légère de deuxième formation (3e bataillon de chasseurs (ci-devant Royaux-Corses), 2e bataillon de chasseurs révolutionnaires, 4e bataillon de volontaires des Hautes-Alpes également appelé 1er bataillon de chasseurs des Alpes et Bataillon de chasseurs des Hautes-Alpes)

En 1796, il combat à Mantoue.
En 1797, il se trouve à la bataille de Rivoli. 
En 1799, il participe aux batailles de Fossano, de Pastrengo, de Verone et de Magnano
En 1803, le régiment rejoint l'armée des côtes de l'Océan à Boulogne-sur-Mer par Napoléon Bonaparte avec pour objectif un débarquement en Angleterre. 

### 33erégimentd'infanterie de ligne (1803-1815)

#### Guerres de la Révolution et de l'Empire
Par décret du  1er vendémiaire an XII (24 septembre 1803), le Premier Consul prescrit une nouvelle réorganisation de l'armée française. Il est essentiel de faire remarquer, pour faire comprendre comment, souvent le même régiment avait en même temps des bataillons en Allemagne, en Espagne et en Portugal, ou dans d'autres pays de l'Europe, que, depuis 1808, quelques régiments comptaient jusqu'à 6 bataillons disséminés, par un ou par deux, dans des garnisons lointaines et dans les diverses armées mises sur pied depuis cette date jusqu'en 1815.

Ainsi, le 33e régiment d'infanterie de ligne est formé à 3 bataillons avec les trois bataillons de la 33e demi-brigade de deuxième formation. 
En 1805, durant la campagne d'Allemagne, il fait partie du 3e corps de la Grande Armée et participe le 2 décembre à la bataille d'Austerlitz.
En 1806, durant la campagne de Prusse, il assiste aux batailles d'Auerstaedt et de Czarnowo (en).  
En 1807, pendant la campagne de Pologne,  il prend part aux batailles d'Eylau et de Friedland ainsi qu'au Siège de Dantzig.
En 1809, dans le cadre de la Campagne d'Allemagne et d'Autriche on trouve le 33e RI dans les batailles de Tann, d'Eckmühl, de Ratisbonne, de Gospic, de Wagram et de Stettin.
En 1812, attaché au à la 2e division du 1er corps de la Grande Armée, il participe à la campagne de Russie, composé à l'ouverture de la campagne de 102 officiers et 3 372 hommes, il est engagé dans les batailles de Smolensk, de la Moskova, de Krasnoï, de la Bérézina et de Dvina.
En 1813, durant la campagne d'Allemagne, il se trouve aux batailles de Dresde, de Kulm, de Peterswalde et de Leipzig.
En 1814, il se trouve à la défense de Luxembourg.

Après l'exil de Napoléon Ier à l'île d'Elbe, l'ordonnance royale du 12 mai 1814 qui réorganise les corps de l'armée française, le 33e régiment prend le no 32.
À son retour de l'île d'Elbe, le 1er mars 1815, Napoléon Ier prend, le 20 avril 1815, un décret qui rend aux anciens régiments d'infanterie de ligne les numéros qu'ils avaient perdus.

En 1815, durant les Cent-Jours, il se trouve au 3e corps de l'armée du Nord et participe aux batailles de Ligny et de Namur.
Après la seconde abdication de l'Empereur, Louis XVIII réorganise de l'armée de manière à rompre avec l'héritage politico-militaire du Premier Empire.
A cet effet une ordonnance du 16 juillet 1815 licencie l'ensemble des unités militaires françaises.

### Légion du Puy-de-Dôme, (1815-1820)
Par ordonnance du 11 août 1815, Louis XVIII crée les légions départementales. La Légion du Puy-de-Dôme, qui deviendra le 33e régiment d'infanterie de ligne en 1820, est créée.

### 33erégimentd'infanterie de ligne (1820-1882)

#### 1820 à 1852
En 1820 une ordonnance royale de Louis XVIII réorganise les corps de l'armée française en transformant les légions départementales régiments d'infanterie de ligne. Ainsi, le 33e régiment d'infanterie de ligne est formé avec les 3 bataillons de la légion du Puy-de-Dôme.
En 1823, dans le cadre de l'expédition d'Espagne, il assiste au siège de Pampelune.
En 1830, une ordonnance du 18 septembre créé le 4e bataillon et porte le régiment, complet, à 3 000 hommes.
En 1831 le régiment est envoyé en Belgique pendant la révolution belge.
En avril 1834, il participe à la répression des émeutes, qui s'étendent à Paris, qui mène au massacre de la rue Transnonain.
En août 1841, le régiment arrive en Algérie.
En juillet 1842, un bataillon de ce corps, sous les ordres du général de Bar, fait partie d'une expédition dans la province de Tittery. 
Le 33e, sous le commandement du gouverneur général concourt à l'expédition de l'Ouarsenis, pendant les mois de novembre et décembre. Le 7 décembre, une colonne dont le régiment faisait partie est envoyée contre les tribus environnant le camp de Guedhal. Le 9, le régiment prend part à un combat vif et prolongé, dans lequel l'ennemi est mis en déroute. Le 10 décembre, deux compagnies, une du 33e et une du 53e, sont envoyées au secours de l'arrière-garde qui soutenait un combat très animé contre les Kabaïles. Ils restent maîtres du terrain couvert des cadavres de l'ennemi.
Durant le mois de mars 1843, le 33e régiment, sous les ordres du duc d'Aumale, fait partie, d'une expédition, dans la province de Tittery, contre les Beni-Djaad et les Nezlioua. Le régiment fait partie de l'expédition dans laquelle le duc d'Aumale prend la smala d'Abd-el-Kader, le 16 mai. Le capitaine Dupin, officier d'état-major détaché au 33e, s'est particulièrement distingué dans cette expédition. 
Le 29 juin, au camp de Theniet El Had, quatre compagnies du 33e de ligne font partie d'une colonne qui exécute une razzia dans le pays des Beni-Media.
En 1847, le régiment construit des routes, et plus spécialement, la route des gorges de La Chiffa.
En février 1848, le régiment quitte la province de Tittery et revient à Alger où il prend ses quartiers. En mai il participe à une expédition punitive contre les tribus Kabyles qui se sont soulevées dans la région de Bougie.
Après son retour le régiment embarque à destination de la France et débarque à Toulon le 14 juillet 1848 puis il s'installe à Aix-en-Provence et Marseille.
En 1849, il fait partie de l'expédition de Rome et  participe au siège de Rome.

#### Second Empire

Fantassin du pendant l'expédition de Rome de 1849.

En 1855-1856, le régiment est engagé dans la guerre de Crimée.
En 1859, dans le cadre de la campagne d'Italie, il se trouve à la bataille de Melegnano (8 juin 1859) durant laquelle il perd 16 officiers et 98 sous-officiers caporaux et hommes de troupe. Il gagne par sa conduite, le droit de voir inscrire sur son drapeau le nom de Melegnano en lettres d'or.

#### 1870 à 1914
Durant la Guerre franco-prussienne de 1870, avec le 15e régiment d'infanterie de ligne du Colonel Fraboulet de Kerléadec et le 2e bataillon de chasseurs à pied du commandant Le Tanneur, le 33e forme la 1re brigade aux ordres du général comte Pajol. Cette 1re brigade avec la 2e brigade du général Berger, deux batteries de 4 et une de mitrailleuses, une compagnie du génie constituent la 3e division d'infanterie, de l'armée du Rhin, commandée par le général de division Latrille comte de Lorencez. Cette division d'infanterie évolue au sein du 4e Corps d'Armée ayant pour commandant en chef le général de division de Ladmirault.

Le 25 juillet 1870, le régiment combat aux avant-postes de Bouzonville, puis il participe le 14 août à la bataille de Borny et le 18 août à la bataille de Saint-Privat avant d'être fait prisonnier après la capitulation de Metz.
 Le 5e bataillon (bataillon de dépôt) affecté à l'armée du Nord se trouve à la bataille d'Amiens en 1870 et à la bataille de Saint-Quentin en 1871.
Le 33e régiment de marche, formé de l'amalgame de plusieurs compagnies de divers régiments, rattaché à l'armée de la Loire, participe à la bataille de Coulmiers.
De 1881 à 1883, le 4e bataillon participe à l'Expédition de Tunisie.
De 1912-1914 le régiment est en garnison à Arras

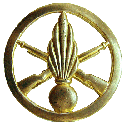
Insigne de béret de l'infanterie

C'est durant cette période que le colonel Pétain a sous ses ordres le lieutenant Charles de Gaulle.

### 33erégimentd'infanterie

#### Première Guerre mondiale

##### 1914
- 15 août : Bataille de Dinant
- 24 août : Bataille de Charleroi
- 29 août : Bataille de Guise
- Bataille de la Marne

##### 1915
- Bataille de Champagne
- Aisne

##### 1916

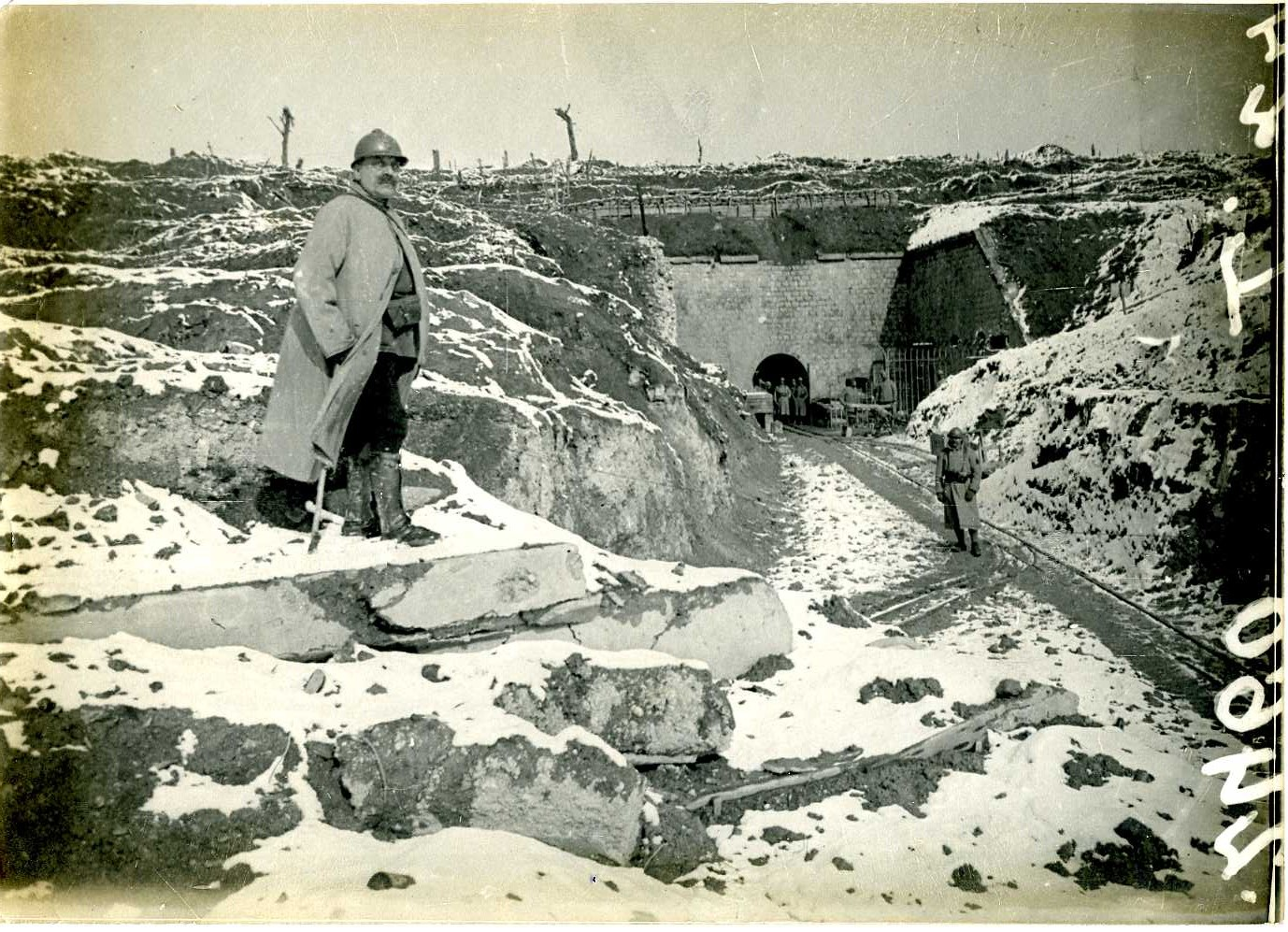
Le commandant Lagrange au fort de Douaumont début 1916. Commandant le régiment à partir de février 1916, il est capturé le 3 mars par les Allemands.

- Bataille de Verdun
- Somme

##### 1917
- Bataille du Chemin des Dames
- Bataille de Passchendaele

##### 1918
- Bataille de l'Aisne
- Seconde bataille de la Marne
- Alsace
- Oise

#### Entre-deux-guerres
Il est dissous le 1er avril 1924.

#### De 1940 à nos jours
Le 33e R.I. est recréé à Béthune le 2 septembre 1939. Le 9 juin 1940 un violent bombardement d'artillerie s'abat à partir de 3 heures 50 sur tout le secteur. Il est renforcé par un bombardement aérien dès 4 heures 50. Les garnisons de Taizy et de Nanteuil sont encerclées, mais tiennent. Une contre-attaque est lancée sur l'Aisne entre Taizy et Nanteuil pour dégager les deux villages. Mais montée avec de faibles moyens de chars et d'infanterie et ayant subi de lourdes pertes, elle ne peut atteindre son objectif. L'intensité de la fusillade diminue peu à peu. On entend un dernier appel venu de Taizy : « village en partie occupé par l'ennemi » puis c'est le silence.
Les deux bataillons avaient reçu une mission de résistance sans esprit de recul. Ils l'ont remplie vaillamment. Ils ont été écrasés par les moyens matériels et le nombre. Mais ils n'ont pas reculé.
Six bataillons autonomes du 33e  régiment d'Infanterie sont mis sur pied à partir du l6 septembre 1944 en 1re Région Militaire (Lille) à partir d'unités F.F.I. Le régiment est encaserné sur les garnisons de Valenciennes, Maubeuge, Arras, Lille, Douai et Saint-Omer. Il est dissous  le 17 avril 1946.
Il est recréé à Arras en 1972 en tant que 33e R.I.D (Régiment d'Infanterie Divisionnaire), au sein de la réserve. À la fin des années 1980, il est dénommé 33e Régiment de commandement divisionnaire (33e RCD), toujours dans la réserve.
Le 1er septembre 1991, il reprend le nom de 33e RI. Sa montée en puissance en cas de mobilisation et la garde de son drapeau sont confiés au 43e Régiment d'Infanterie de Lille. Il est - dans la réserve - le second régiment d'appui au commandement : il double le 43e RI dont il est dérivé. Le chef de corps du 33e RI est un personnel d'active ; il s'agit du commandant en second du 43e RI. Le 28 juin 1997, il est dissout pour la 6e fois. Son personnel rejoint prioritairement la 5e Compagnie du 43e RI, unité d'intervention de réserve des régiments professionnels, nouvellement créée.

## Drapeau
Il porte, cousues en lettres d'or dans ses plis, les inscriptions suivantes :
- Austerlitz 1805
- Wagram 1809
- La Moskova 1812
- Solférino 1859
- Verdun 1916
- Flandres 1917
- L'Aisne 1918

## Décorations
Sa cravate est décorée de la Croix de guerre 1914-1918 avec deux citations à l'ordre de l'armée.
De ce fait, les hommes ont droit au port de la fourragère aux couleurs du ruban de la Croix de guerre 1914-1918.

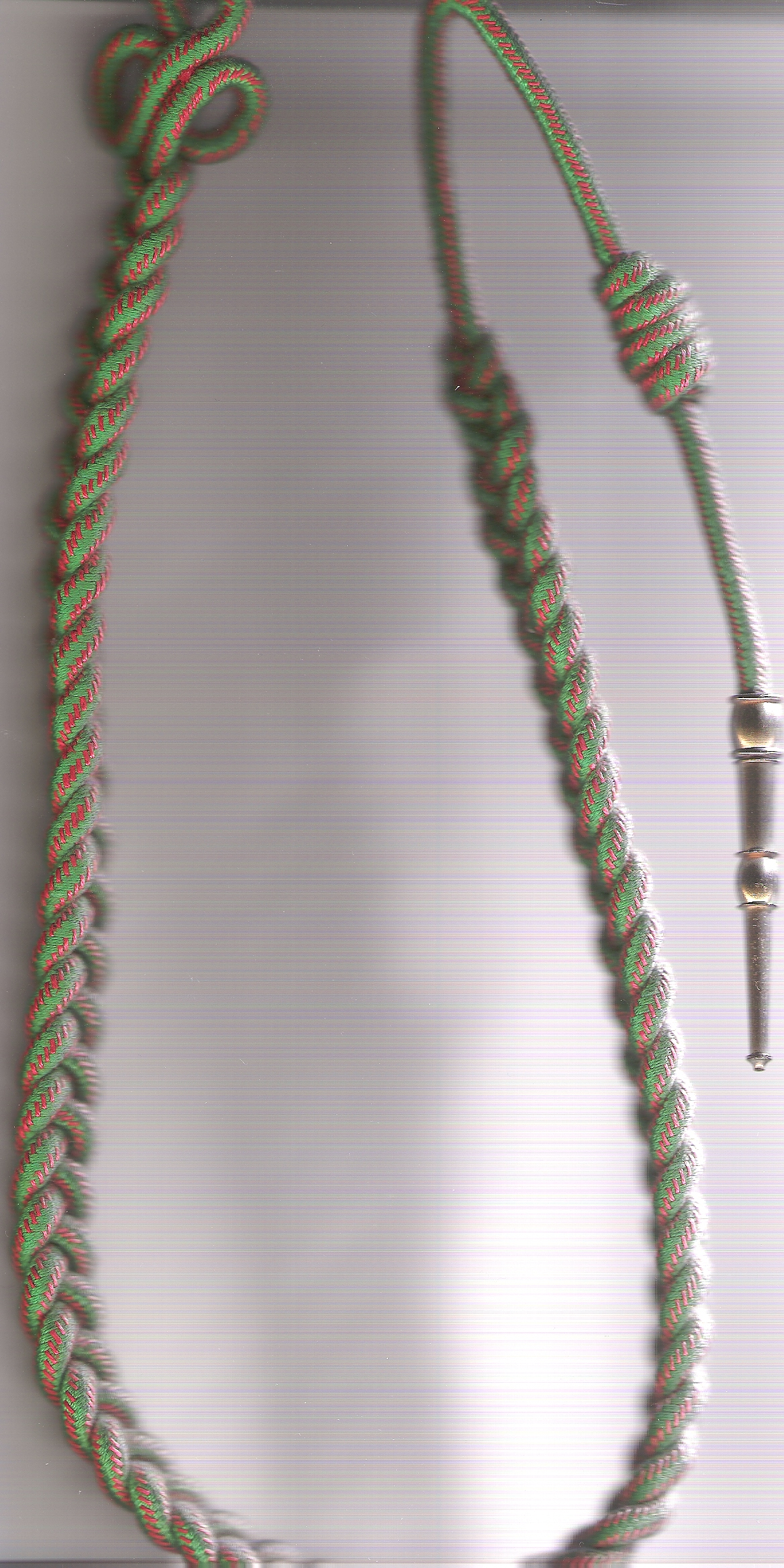
Fourragère aux couleurs du ruban de la Croix de guerre 1914-1918 (modèle avec coulant de ferret et ferret de couleur argent. Ci-dessous un autre modèle avec coulant de ferret et ferret de couleur or et les coulants de ferret et ferrets de chacune ne sont pas de même forme)

## Personnalités ayant servi au33eRI
- Marcel Blanchard (1890-1915), poète, y fait son service militaire en 1909-1910. Son nom est inscrit au Panthéon dans la liste des 560 écrivains morts pour la France.
- Martin Daudel alors lieutenant-colonel.
- Joseph Derroja alors lieutenant-colonel.
- Paul Dubrulle (1882-1917), prêtre jésuite, engagé volontaire pour 4 ans au régiment de 1901 à 1905. Son nom est inscrit au Panthéon parmi les 560 écrivains morts pour la France.
- Maurice Duprez, alors sergent puis sous-lieutenant, de 1912 à 1918, futur officier au Sahara
- Charles de Gaulle y a servi en tant que sous-lieutenant au début de la Première Guerre mondiale (1914-1916)
- Jean Balas, responsable syndical, alors lieutenant en 1916
- Eugène Alexandre Husson sous la monarchie de Juillet, devint successivement lieutenant-colonel du 33e de ligne et colonel du 42e[9]
- Georges Lestien, alors lieutenant, futur général
- Philippe Pétain, futur Maréchal de France y fut chef de Corps
- René Thorel (1877-1916), homme de lettres et fondateur du Cercle national pour le soldat de Paris, y fait son service militaire de 1904 à 1907. Son nom est inscrit au Panthéon parmi les 560 écrivains morts au combat pendant la Première Guerre mondiale.